# Selyemlepkefélék
A selyemlepkefélék (Bombycidae) a lepkék rendjének egyik családja. A család egyik legismertebb faja a Kína északi részén honos és évezredek óta háziasított selyemlepke (Bombyx mori). Egy másik jól ismert faj, az ugyancsak Ázsiában honos Bombyx mandarina.

## Osztályozás
A család több mint 40 nemet és mintegy 350 fajt számlál, ez utóbbiak nagyrészt a névadó Bombycinae alcsalád tagjai.

### Nemek
| - Andraca - Anticla - Arotros - Bivincula - Bivinculata - Bombyx - Carnotena - Cheneya - Clenora - Colabata - Colla - Dalailama - Drepatelodes - Ectrocta - Elachyophtalma - Epia | - Ernolatia - Falcatelodes - Gnathocinara - Gunda - Hanisa - Hygrochroa - Moeschleria - Mustilia - Naprepa - Norasuma - Oberthueria - Ocinara - Olceclostera - Penicillifera - Phiditia - Prismosticta | - Prothysana - Pseudandraca - Quentalia - Rolepa - Rondotia - Sorocaba - Tamphana - Tepilia - Thelosia - Thyrioclostera - Trilocha - Triuncina - Vinculinula - Zanola - Zolessia |